# Liste der Monuments historiques in Fossès-et-Baleyssac
Die Liste der Monuments historiques in Fossès-et-Baleyssac führt die Monuments historiques in der französischen Gemeinde Fossès-et-Baleyssac auf.

## Liste der Bauwerke
| Bezeichnung                  | Beschreibung              | Standort | Kennzeichnung | Schutzstatus | Datum | Bild           |
| ---------------------------- | ------------------------- | -------- | ------------- | ------------ | ----- | -------------- |
| Kirche Saint-Pierre-ès-Liens | Erbaut im 12. Jahrhundert | (Lage)   | PA33000043    | Inscrit      | 2001  | weitere Bilder |

## Liste der Objekte
| Bezeichnung | Beschreibung          | Standort                                   | Kennzeichnung | Schutzstatus | Datum | Bild |
| ----------- | --------------------- | ------------------------------------------ | ------------- | ------------ | ----- | ---- |
| Glocke      | Bronze, 1564 gegossen | in der Kirche Saint-Pierre-ès-Liens (Lage) | PM33000506    | Classé       | 1942  |      |